# Sverre Rotevatn
Sverre Rotevatn (Lillehammer, 17 gennaio 1977) è un ex combinatista nordico norvegese.

## Biografia
Originario di Lillehammer, Sverre Rotevatn ha esordito a livello internazionale ai Mondiali juniores di Asiago 1996, vincendo la medaglia d'oro nella gara a squadre. 
Quattro anni dopo, il 3 gennaio 2000, ha esordito in Coppa del Mondo  a Oberwiesenthal, in Germania, giungendo 47º. La stagione successiva ha partecipato ai Mondiali di Lahti 2001, dove è salito sul gradino più alto del podio nella gara a squadre K90/staffetta 4x5 km. Ha preso parte ai XIX Giochi olimpici invernali di Salt Lake City 2002, negli Stati Uniti, classificandosi 13º nella sprint, 36° nella gundersen e 5° nella gara a squadre. 
Infine ha concluso l'attività agonistica il 6 marzo 2004 a Lahti.

## Palmarès

### Mondiali
- 1 medaglia:
  - 1 oro (gara a squadre a Lahti 2001)

### Mondiali juniores
- 1 medaglia:
  - 1 oro (gara a squadre a Asiago 1996)

### Coppa del Mondo
- Miglior piazzamento in classifica generale: 22º nel 2001